# Bioma
Na ecologia, o bioma (justaposição em latim "bio": vida + "oma": massa) é um espaço geográfico ou unidade biológica com características específicas bem homogêneas, que são definidas por: macroclima, fitofisionomia, solo, altitude, dentre outros critérios. São tipos de ecossistemas, habitats ou comunidades biológicas com certo nível de homogeneidade.

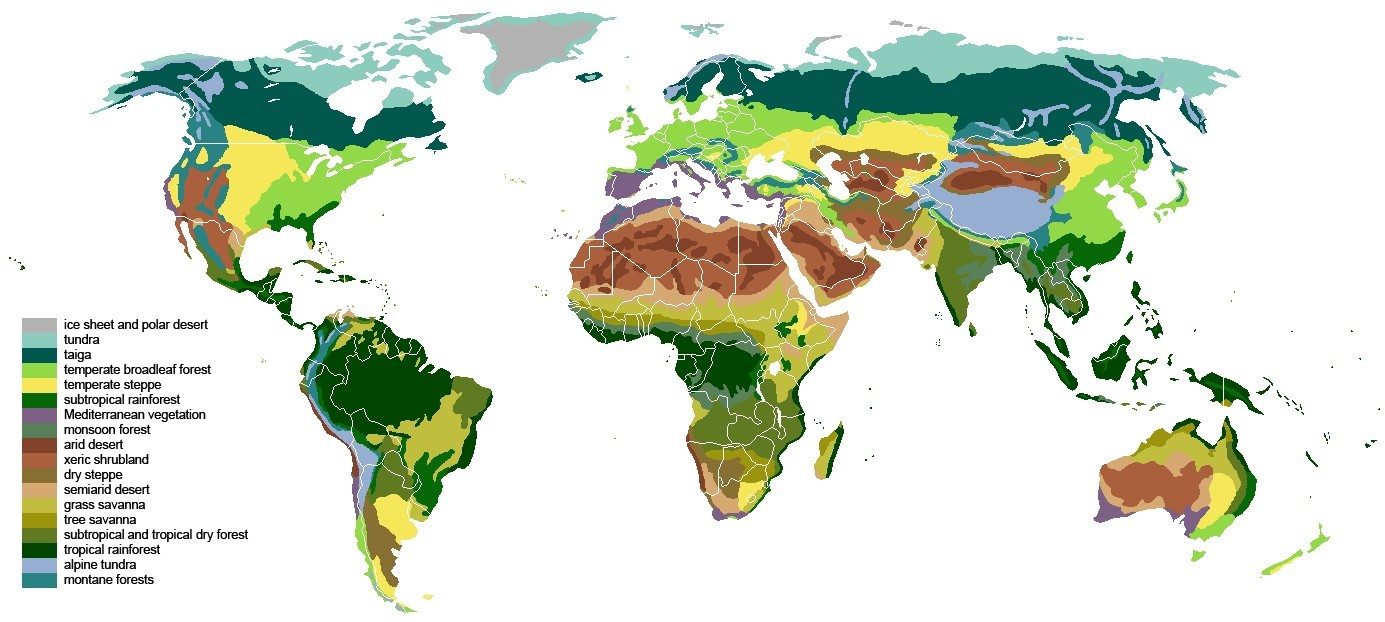
Distribuição dos principais biomas terrestres do planeta.

Em contraste, na regionalização biogeográfica, o critério usado é a composição taxonômica de espécies das áreas.

## Conceito

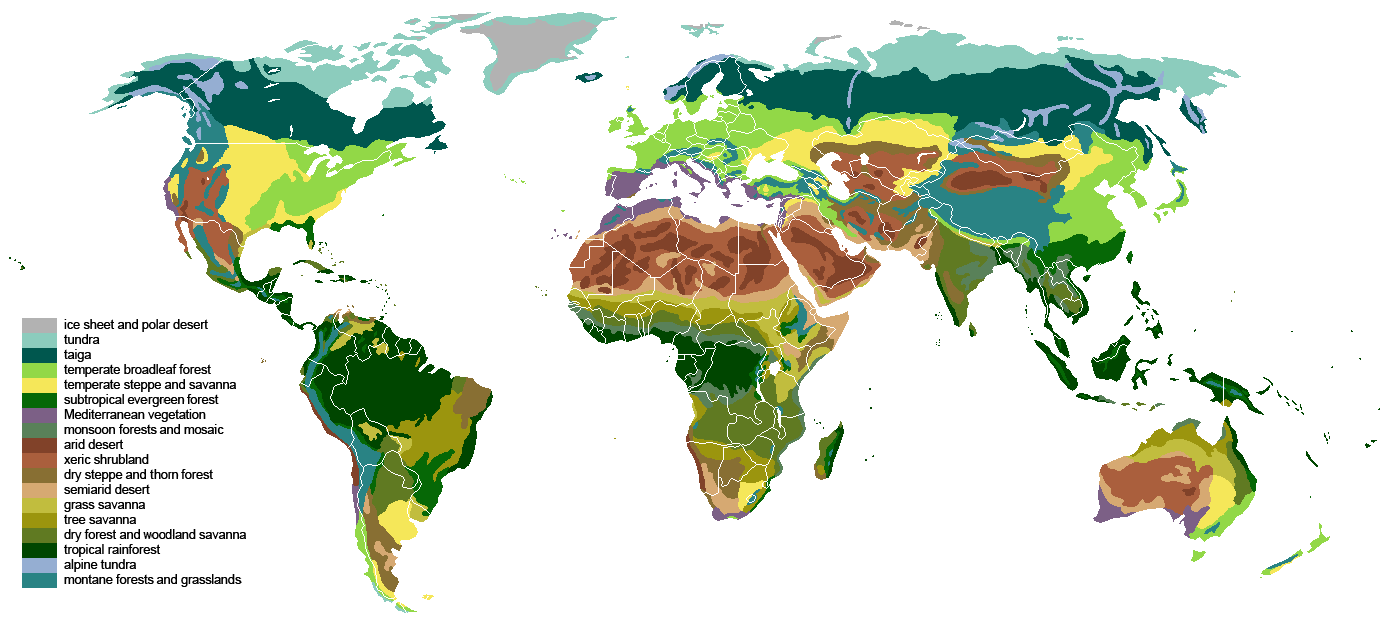
Distribuição de vegetação

A definição de bioma varia entre os autores. O conceito foi criado em 1916 pelo ecólogo estadunidense Frederic Edward Clements, originalmente como um sinônimo de comunidade biótica do professor alemão Karl August Möbius (1877). Logo, surgiria a definição atual, baseada nos conceitos anteriores de fitofisionomia, formação e vegetação (comumente usado em oposição a flora), com a inclusão do elemento animal e a exclusão do elemento taxonômico da composição de espécies (composição florística, no caso de plantas). Em 1935, o botânico inglês Arthur George Tansley incluiu aspectos climáticos e pedológicos (de solo) ao conceito, chamando-o, entretanto, de ecossistema.
Em alguns contextos, porém, o termo "bioma" tem sido usado de maneiras diferentes. Na literatura científica alemã, particularmente na terminologia de Heinrich Walter, o termo é usado de maneira similar a "biótopo" (uma unidade geográfica concreta), enquanto na definição de bioma do presente artigo o termo é aplicado internacionalmente - independentemente do continente em que uma determinada área se localiza, ela é denominada pelo mesmo nome de bioma, e não com um nome regional - e corresponde aos termos "zonobioma", "orobioma" e "pedobioma" de Walter (biomas determinados pelo clima, altitude, ou solo, respectivamente).
Na literatura biogeográfica Brasileira (incluindo trabalhos do IBGE, Embrapa e algumas leis), o termo "bioma" é muitas vezes usado como sinônimo de "província biogeográfica", uma área determinada com base na sua composição taxonômica de espécies presentes (o termo "província florística" é usado quando se consideram as espécies de plantas), ou ainda, como sinônimo de "domínio morfoclimático e fitogeográfico", usado por Ab'Sáber, que se refere a um espaço geográfico de dimensões subcontinentais, com a predominância de características geomorfológicas e climáticas, e também de um certo tipo de vegetação. Logo, na realidade, em ambos os tipos de regionalização ("província biogeográfica" e "domínio morfoclimático e fitogeográfico", aplicados às áreas da Amazônia, Caatinga, Cerrado, Mata Atlântica, Pampa e Pantanal), estão inclusos vários tipos de biomas (de acordo com o uso de tal termo na literatura internacional).

## Definições elementares
- Biótopo: O solo, as águas, o ar, a luz solar.

Área abiótica ou biótopo é a base onde estão os seres vivos, o chão, o solo, o ar do ambiente e as águas. O biótipo significa o conjunto dos fatores do meio ambiente que não têm vida tais como a areia, as rochas, a argila, os minerais, as substâncias inorgânicas, o ar, a energia do ambiente, os raios, os trovões, os relâmpagos, o calor, a radioatividade, a luz solar, a energia de uma forma geral compõe o biótipo.
- Biocenose: a fauna e a flora, os micróbios, os seres vivos em geral; os seres vivos são a biocenose: o conjunto de comunidades formadas pelas populações dos organismos das espécies de seres vivos interagindo entre si.

- Ecossistema: o conjunto formado pela biocenose e pelo biótopo.

Ao conjunto biocenose interagindo com o biótopo damos o nome de ecossistema.
- Bioma: um conjunto de ecossistemas constitui um bioma.

- Biosfera: o conjunto de todos os biomas da Terra, constitui a biosfera da Terra.

- Comunidades subclímax e comunidades clímax: biomas florestais que foram degradados por desmatamentos e queimadas e que ficaram com o biótopo desabitado, começam um difícil processo de reabilitação desenvolvendo gramíneas, vegetação rasteira chamada de vegetação pioneira, depois com o passar de muitos anos nessa vegetação rasteira começam a se desenvolver gramíneas mais altas, aparecem os primeiros arbustos e nessa fase essa comunidade vegetal pode ser chamada de "comunidade subclímax". Essa vegetação arbustiva vai se desenvolvendo ao longo de muitas décadas, aparecem árvores de porte médio e, quando o bioma atinge o máximo de seu desenvolvimento passa a ser chamado de comunidade clímax.

### Classificação dos biomas
Existem três tipos de biociclos: epinociclo, talassociclo e limnociclo.
Epinociclo
O epinociclo é o biociclo terrestre. É o conjunto dos seres vivos que vivem sobre terra firme e apresentam quatro biócoros bem distintos: as florestas, as savanas, os campos e os desertos.
A biucora floresta aparece em diversos biomas diferentes, exemplos:
- Bioma amazônico ou bioma da Floresta Amazônica (floresta tropical úmida);[17]
- Bioma da Mata Atlântica
- Bioma da Caatinga.

Alguns exemplos de biomas que apresentam a biucora savana:
- Bioma Cerrado: a savana do centro-oeste brasileiro;
- Bioma Caatinga: a savana seca do nordeste brasileiro;
- Bioma Pantanal: a savana alagada do centro-oeste brasileiro;
- Bioma Serengueti nas savanas da África.

Alguns exemplos de biomas que apresentam o biucoro campo:
- Bioma Pampas gaúcho no sul do Brasil;
- Bioma pradarias;
- Bioma estepes.

Alguns exemplos de biomas que apresentam o biucoro deserto:
- Bioma Deserto do Saara;
- Bioma Deserto da Líbia;
- Bioma Deserto da Arábia;
- Bioma Deserto de Calaári.

Talassociclo
O talassociclo é o biociclo marinho. É o conjunto dos seres vivos que vivem em água salgada representados pelo plâncton, nécton e bentos. O plâncton são seres microscópicos, incluindo o fitoplâncton e o zooplâncton; o nécton são os animais que nadam livremente como os peixes e os golfinhos. O bentos são os seres vivos que passam a maior parte do tempo parados afixados nas rochas ou enterrados na areia do fundo dos mares e oceanos como, por exemplo, corais, ostras, mariscos etc. O talassociclo apresenta três biócoros distintos:
- Biócoro da zona nerítica, que vai da superfície a até 200 metros de profundidade;
- Biócoro da zona batial, que vai de 200 a até 2000 metros de profundidade;
- Biócoro da zona abissal, que vai de 2000 a até o fundo do oceano em profundidades que chegam a 11.000 metros abaixo da superfície dos oceanos;

Limnociclo
O limnociclo é o biociclo dulcícola, ou seja, é o conjunto dos seres vivos que vivem em água doce e apresenta dois biócoros distintos:
- O biócoro das águas lênticas: que são águas paradas como pântanos, brejos, poças d’água e lagoas de água doce e parada; exemplos: bioma da Lagoa da Conceição, na Ilha de Santa Catarina, bioma da lagoa da Messejana.
- O biócoro das águas lóticas, que são águas correntes como riachos, ribeirões, rios e lagos de água doce e corrente; exemplo, bioma do Rio Amazonas.

### Fatores inerentes do biótopo
A irradiação solar tem muitos períodos, nesta perspectiva a constante solar não é uma constante:
- Ciclo Schwabe em média 11 anos (de 9 à 14);
- Ciclo Hale (ou ciclo magnético) por volta de 22 anos;
- Ciclo Schove por volta de 42 à 50 anos,
- Ciclo Gleissberg de 80 à 90 anos (até 120, entre mínimo e máximo existe por volta 40-45 anos), modula o Ciclo Schwabe,
- Ciclo Seuss (ou Zyklus) 208a, de 180 à 210 anos (média 208),
- Ciclo de 1 470 anos[19]
- Irradiação solar que atinge a Terra

Durante os últimos 800 mil anos, o período dominante da oscilação glacial–interglacial era de 100 mil anos, que corresponde a alteração da excentricidade e a inclinação orbital da Terra. Durante o período de 3,0 à 0,8 milhões de anos atrás, a oscilação dominante da glaciação corresponde a um período de 41 mil anos da obliquidade da Terra (ângulo do eixo). Isso reflete as oscilações da Terra no mundo bidimensional (a variação orbital), uma simplificação da realidade no espaço tridimensional.
- Fontes de energia da Terra

O fluxo de energia aquecendo a superfície da Terra consiste da soma da:
- Radiação Solar (99,978%; ou cerca de 174 petawatts; ou ca. 340 W/m²)
- Energia Geotermal (0,013%, ou ca. 23 terawatts; ou ca. 0,045 W/m²), gerada por Convecção, Fissão Nuclear e Cristalização.
- Energia da Maré (0,002%, ou ca. 3 terawatts; ou ca. 0,0059 W/m²), interação entre a Terra e a Lua, o Sol e outros.
- Perda de energia na queima de combustíveis fósseis (ca. 0,007%, ou ca. 13 terawatts; ou ca. 2 kW/pessoa).[24]

No aumento de temperatura os oceanos contém menos CO2; isso aumenta a concentração do mesmo na atmosfera após 800 anos de aquecimento global. A temperatura dos oceanos nos trópicos está em equilíbrio com a velocidade de evaporação de água. O Ciclo das Eras do Gelo, os Aquecimentos Globais se explicam pela oscilação do calor do sol, dos Ciclos de Milankovitch, da superfície sob neve/ gelo, da concentração de CO2 na atmosfera (Efeito estufa) e pelo vulcanismo.
Desde 1979, a temperatura sobre a terra subiu duas vezes mais rápido que sobre o oceano (0,25°C/década contra 0,13°C/década). Tendências (1979-2005):
- global: 0,169 ± 0,048 °C/ década, média: CRU/UKMO (Brohan et al., 2006),[31] NCDC (Smith and Reynolds, 2005),[32] e GISS (Hansen et al., 2001).[33]
- Hemisfério Sul, 0,094 ± 0,038 °C/ década, média: CRU/UKMO (Brohan et al., 2006),[31] e NCDC (Smith and Reynolds, 2005)[32]
- Hemisfério Norte, sobre terra: 0,317 ± 0,083 °C/ década, média: CRU/UKMO (Brohan et al., 2006),[31] NCDC (Smith and Reynolds, 2005),[32] GISS (Hansen et al., 2001),[33] e Lugina et al. (2006).[34][35]
- Meteorologia

Mais importante que a irradiação solar é o calor do sol que atinge efetivamente a superfície, e o calor que essa mesma superfície perde para o espaço (reflexão Albedo).
- As nuvens, a areia, o pó, a cinza vulcânica no ar refletem o calor do sol como também refletem o calor da superfície.
- A neve e o gelo esfriam o ar ao redor, são espelhos que refletem o calor do Sol, como também sublimam água diminuindo o efeito do sol.
- Uma nuvem que chove não é estática, ela é dinâmica, ela é alimentada por correntes de ar úmidas, senão ela desaparece. Evaporar água necessita de calor, condensar água gera calor, distribuindo assim o calor dos trópicos por toda a Terra.
- 1,000 m acima, a temperatura do ar é mais ou menos 5°C mais frio, ou mais ou menos 3°F (1,67°C) em 1,000 pés (304,8m).

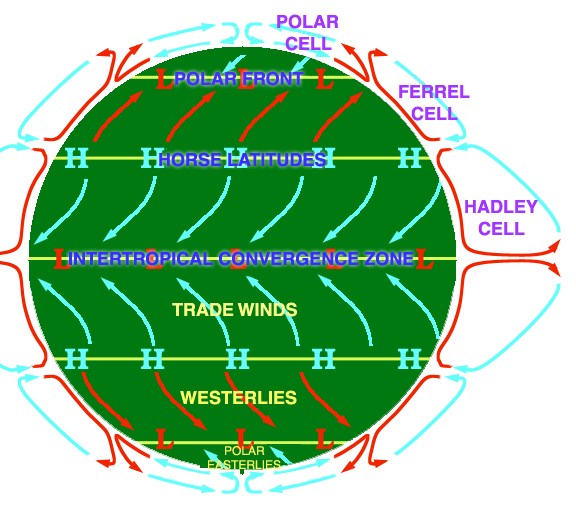
Idealizada Circulação da Atmosfera da Terra.

- A umidade do ar saturado aumenta por volta de 30% a cada 5°C. Mas a precipitação é como chuva acima de 0°C. Assim a geleira cresce antes de morrer por aquecimento climático.

- Belém (Brasil); 24 m; Amazônia; temperatura média anual 26,0°C; precipitação média anual 2,897mm. A Antartica tem uma precipitação média anual estimada por volta de 400 mm; a uma temperatura média anual de  -6°C; por volta do nível do mar.
- Malindi (Quênia); 23 m; temperatura média anual 26,5°C; precipitação média anual 1,095mm. A temperatura média anual do pico do Kilimanjaro é -7.1°C, Kibo 5,895 m. O pico tem uma precipitação média anual estimada por volta de 75mm ou 1,5m de neve.
- O período vegetativo reduz-se 1-2 semanas a cada 100m acima.
- Atmosfera

A idealizada Atmosfera contém seis toróides atmosféricos  em volta da Terra, separados por cinco "jet streams", o que também explica a aridez ao redor do Trópico de Câncer e do Trópico de Capricórnio (zonas de alta pressão, secas; ar que desce, é seco). Ao redor do Círculo Polar a evaporação é muito menor e ao redor do  Equador (zonas de baixa pressão, úmidas; vapor de água do ar que sobe, condensa) os dois lados são quentes e assim contém muito vapor de água (Circulação atmosférica).
- Classificação climática

A Precipitação média e a temperatura média, o clima, definem a vegetação em primeiro lugar.
Além do clima, da temperatura e da precipitação; a biorregião é gerada pelo seu histórico, seus seres vivos (bios), solo, água, geologia e relêvo.
Precipitação Média Anual (mm) vs. Temperatura Média Mensal (°C)]
|        | Até 125           | Até 250            | Até 500                 | Até 1,000                          | Até 2,000                | Acima de 2,000    |
| ------ | ----------------- | ------------------ | ----------------------- | ---------------------------------- | ------------------------ | ----------------- |
| 0 °C   | Tundra de Líquens | Tundra de Arbustos | Tundra de Campo         |                                    |                          |                   |
| 1 - 4  | ---               | Coníferas de Verão | Coníferas Sempre Verdes | Floresta de Folhas Largas de Verão |                          |                   |
| 5 - 7  | Deserto           | Aridez             | Estepe                  | Floresta de Folhas Largas de Verão | Floresta Úmida Temperada |                   |
| 8 - 12 | Deserto           | Aridez             | Estepe com Espinhos     | Esclerófitas                       | Floresta Subtropical     |                   |
| > 10   | Deserto           | Aridez             | Savana com Espinhos     | Savana Sêca                        | Savana Úmida             | Floresta Tropical |

Diagrama das zonas de vida, FAO - Holdridge.

Leslie Rensselaer Holdridge em 1947 definiu as "zonas de vida" com três indicadores:
1. Temperatura anual média (biotemperature) (dados abaixo de 0 °C ou acima de 30 °C foram eliminados)
2. Precipitação anual média
3. A fração entre a evotranspiração anual média e a precipitação anual média. ge

A Linha das árvores é por volta da isoterma da temperatura média mensal 10 °C do mês mais quente, e assim da isoterma da temperatura média anual 10 °C nos trópicos. A linha da neve é um pouco mais quente que -1 °C sobre rochas nuas e um pouco mais quente que -3 °C sobre neve/ gelo (Zonas climáticas por altitude).
- A Classificação climática de Köppen-Geiger:

Ela é baseada no pressuposto, com origem na fitossociologia e na ecologia, de que a vegetação natural de cada grande região da Terra é essencialmente uma expressão do clima nela prevalecente. Assim, as fronteiras entre regiões climáticas foram seleccionadas para corresponder, tanto quanto possível, às áreas de predominância de cada tipo de vegetação, razão pela qual a distribuição global dos tipos climáticos e a distribuição dos biomas apresenta elevada correlação.
- Solo

A FAO (Food and Agriculture Organization das Nações Unidas) e o Congresso da União Internacional dos Especialistas do Solo (1998) em Montpellier, publicaram em 2007 uma nova versão do "World Reference Base for Soil Ressources" (WRB)  para classificar os solos.

### Classificação do WWF Global / 200
Classificação de acordo com a organização não-governamental World Wide Fund for Nature Inc. (WWF, Fundo Mundial para a Natureza, do inglês).

#### Biomas Terrestres
Os climas e a umidade aumentam com a diminuição de latitude, e com o aumento da umidade cresce a biodiversidade. Seguindo os trabalhos de Alfred Russel Wallace no Arquipélago Malaio, Ricketts et al. (1999), Dinerstein et al. (1995), Pielou (1979) e Udvardy (1975, mapa da UNESCO de 1982) sobre Biogeografia; De acordo com o WWF  dividiu o mundo em 867 Biorregiões terrestres (cada um com um número, XX para a Região Biogeográfica, NN para o Bioma e NN para o número individual), cada uma sendo importante para preservar uma flora e uma fauna específica. A borda das Biorregiões sendo um compromisso da borda do território da frequência de vários seres vivos, a borda é normalmente uma transição e a Biorregião não é completamente homogênea, normalmente. Esses nichos ecológicos são divididos em 14 Biomas ou também em 8 Regiões Biogeográficas e suas Biorregiões. O esforço culminou na Lista do WWF, Global 200, que contém 238 Biorregiões ameaçadas do globo, das quais são 142 terrestres, 53 aquáticas de água doce e 43 marinhas costais.
|                                                                                             | |                                                                                         |
| Polar Tundra Floresta Boreal (Taiga) Floresta decídua temperada Estepe Floresta Subtropical | Floresta Mediterrânea de Bosques e Arbustos Floresta de Monção Deserto & Clima Árido Estepe de Arbustos semiárida Pampa Semidesértico | Savana de Campo Savanas Caatinga Floresta Tropical Tundra de Montanhas Floresta Montana |

Os biomas terrestres, em ordem da maior latitude à menor, pela classificação internacional, são:
- Pólo Norte & Pólo Sul

Latitude: 90° (linha do eixo de rotação da Terra)
- Região Polar, as Calotas Polares (neve, gelo e rocha).
- Área Ártica ou Subártica: Círculo Polar Ártico & Círculo Polar Antártico

Latitude: 66° 33′ 39″ (linha do limite do Sol da meia noite, linha da tundra).
- Tundra XX11NN (úmida)

A tundra cresce sobre humus com permafrost, vegetação com predominância de musgos e líquens. Nenhum mês com temperatura média mensal acima de 10°C (50°F).
- Área Boreal ou Subártica
  - Região Boreal (Taiga, Floresta Boreal) XX06NN (úmida) coníferas esparsas e a floresta conífera são a vegetação típica. Em 50-100 dias a temperatura média sobe acima de 10°C (50 °F). Os solos típicos são Podsole.
- Área Temperada Fria
  - Pastagens e Matagais de Montanha XX10NN (úmida) em inglês

2'000 m - 2'500 m (Alpes do Leste, Lado Norte)
- Floresta Temperada de Coníferas XX05NN (úmida até semiúmida) em inglês

Subregiões são a Floresta úmida temperada e a Floresta verde no verão. 1'000 – 1'850 m (Alpes do Leste, Lado Norte), 650 – 1'500 m (colinas da Alemanha Central), as árvores de folhas largas não conseguem viver aqui. Os solos são marrom ou cinza de floresta.
- Floresta Decídua Temperada e mixtas XX04NN (semiúmida) em inglês

A temperatura média anual é 5,5-15,6 °C; a faia vermelha (Fagus sylvatica) aparece até 2'000 m na Europa do Oeste e até 1'000 - 1'400 m na Europa do Leste e do Norte. Os solos típicos são: Tschernoseme, Kastanoseme, Buroseme bis Sieroseme.
- Pastagens, Savanas e Matagais Temperados XX08NN, (Estepe), (Savana), (Pradaria) (semiárida) em inglês

Aqui existe a estepe florestal, estepe de campo e o deserto.
- Área Temperada Quente ou Subtropical: Trópico de Câncer & Trópico de Capricórnio

Latitude: 23° 26′ 22″ (linha do limite do Sol do meio dia perpendicular a superfície da Terra, linha da aridez)
- Mangue Tropical e Subtropical XX14NN (água salgada)
- Savanas e Campos Inundados XX09NN, (Pantanal - "Chaco") (Temperado até Tropical)
- Floresta Tropical e Subtropical de Coníferas XX03NN (semiúmida) em inglês
- Floresta Mediterrânea de Bosques e Arbustos XX12NN (semiúmida até semiárida) em inglês

Também pode ser chamada de floresta subtropical de inverno úmido. O clima no inverno é úmido com perigo de geadas, e no verão quente e sêco. A vegetação típica são Esclerófitas ("Sklerophylle"), com o carvalho (Quercus ilex).
- Deserto e Matagais Xéricos XX13NN, (Caatinga) (árida até semiárida) em inglês

Aqui existem a estepe com espinhos com estação da chuva, savanas tropicais com espinhos e desertos ardentes.
- Área Tropical: Equador, Latitude: 0° (linha da floresta tropical)
  - Florestas Tropicais e Subtropicais úmidas de Folhas largas XX01NN (úmida)

Mata Atlântica - Floresta Amazônica
Aqui a floresta tropical é sempre verde e sempre úmida. Os solos são vermelhos ou amarelos de floresta, levemente Podsole.
- Floresta Tropical seca XX02NN, (Cerrado) (semiárida) em inglês

Aqui existe uma estação da chuva. Então podem existir florestas com folhas caducas ou savanas tropicais.
- Pastagens, Savanas e Matagais Tropicais e Subtropicais, (Savanas Tropicais) XX07NN (semiárida).[49]

#### Biomas Aquáticos
O World Wildlife Fund (WWF) classificou 426 Biorregiões, divididas nos seguintes biomas de água doce (Tipo de Habitat Maior):
- Lagos grandes
- Deltas de rio maior
- Águas doces polares
- Águas doces de montanha
- Rios das costas temperadas
- Rios de planície inundada e pântanos temperados
- Rios de montanha, região temperada
- Rios das costas tropicais e subtropicais
- Rios de planície inundada e pântanos tropicais e subtropicais
- Rio de montanha, regiões tropical e subtropical
- Águas doces de zonas xéricas e bacias endoréicas
- Ilhas oceânicas

Além destes, podem considerar-se as zonas úmidas como biomas aquáticos, tanto de água doce, como salobra ou mesmo marinha (estes considerados nos biomas costeiros).

#### Biomas Marítimos
Os biomas marinhos cobrem cerca de 70% da superfície da Terra e vão desde estuários costeiros, mangues e recifes de corais até oceanos abertos.
- Costais

A Classificação tem 232 Biorregiões, da costa até 100 milhas náuticas de distância no mínimo ou no máximo 200 m de profundidade (zona nerítica):
- Polar
  - Oceano Ártico: Mar de Bering e mar de Barents-Kara
  - Oceano Antártico: Península e Mar de Weddell
- Mar e Costas temperadas
  - Mediterrâneo
  - Oceano Atlântico, Zona Temperada do Hemisfério Norte
  - Zona Temperada do Indo-Pacífico do Hemisfério Norte
  - Oceano Antártico
- Afloramento temperado
- Afloramento tropical
- Coral tropical

Mapa-múndi mostrando o Círculo Polar Ártico traçado a vermelho.
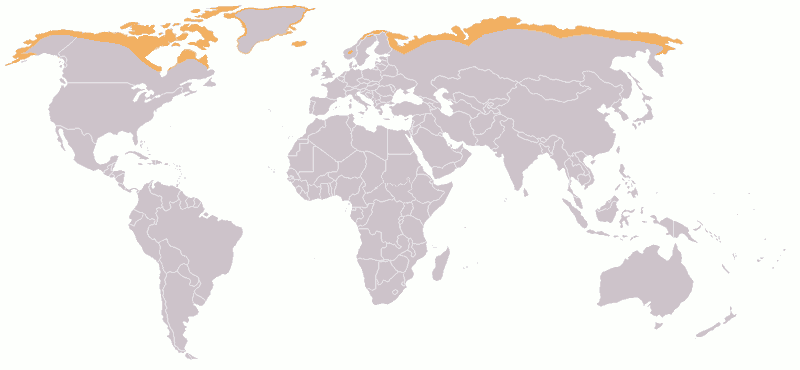
Tundra.
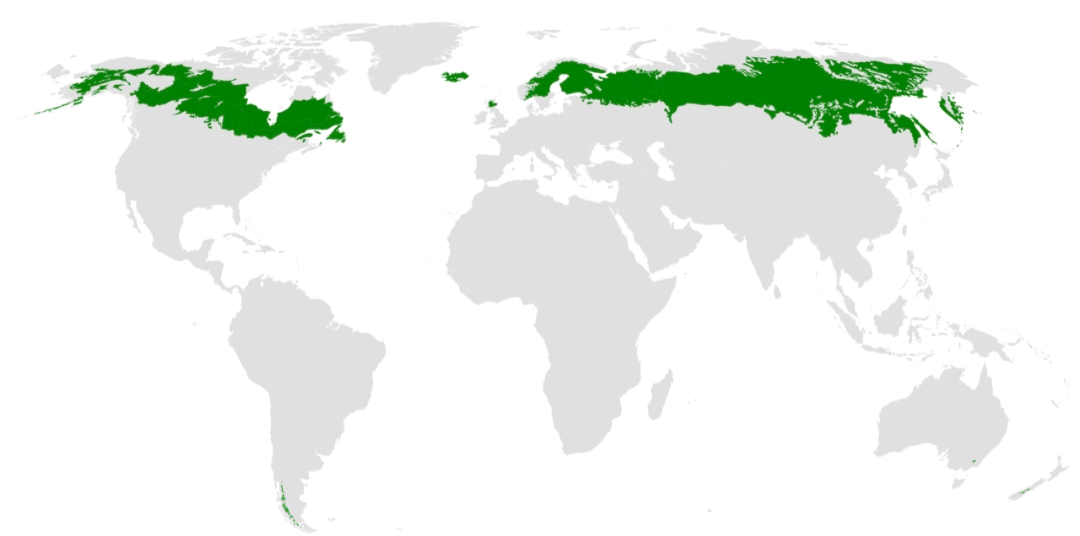
Região Boreal.
Mapa-múndi mostrando o Trópico de Câncer traçado a vermelho.
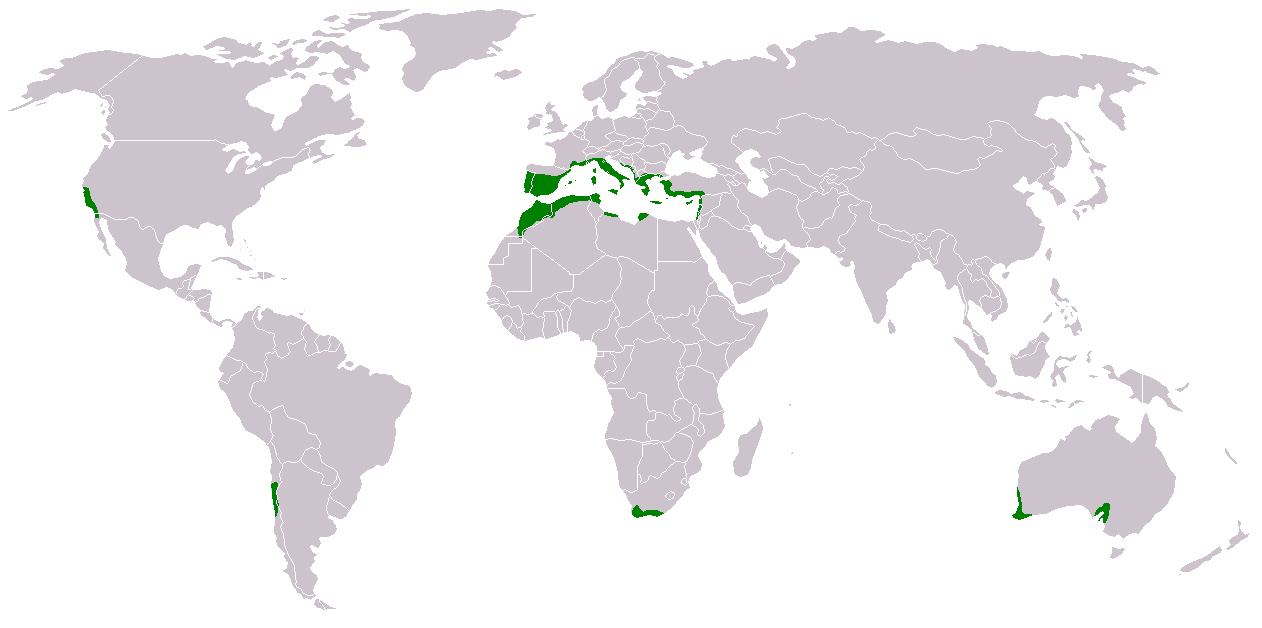
Subtrópicos de Inverno úmido.
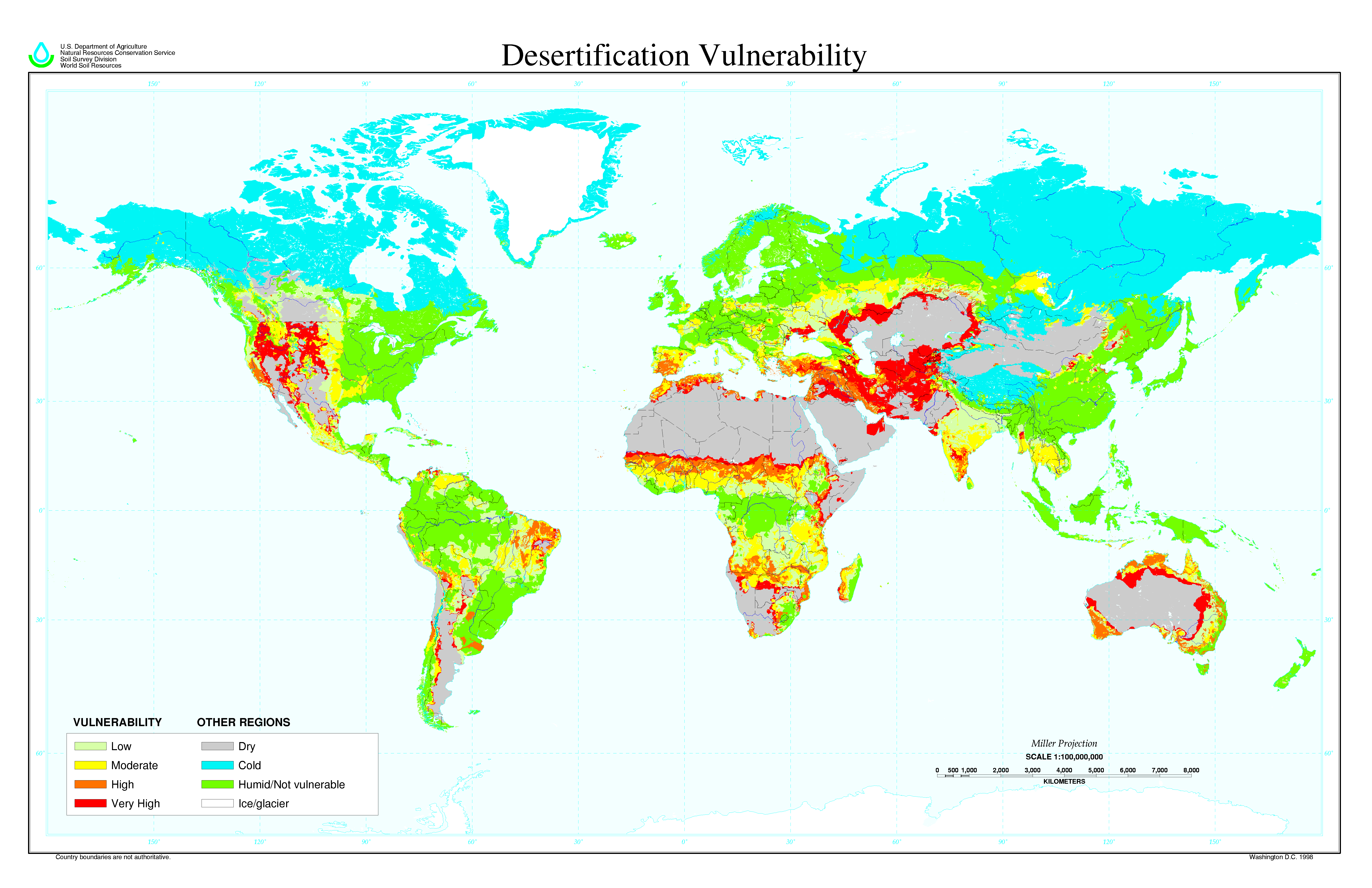
Desertos & Aridez.
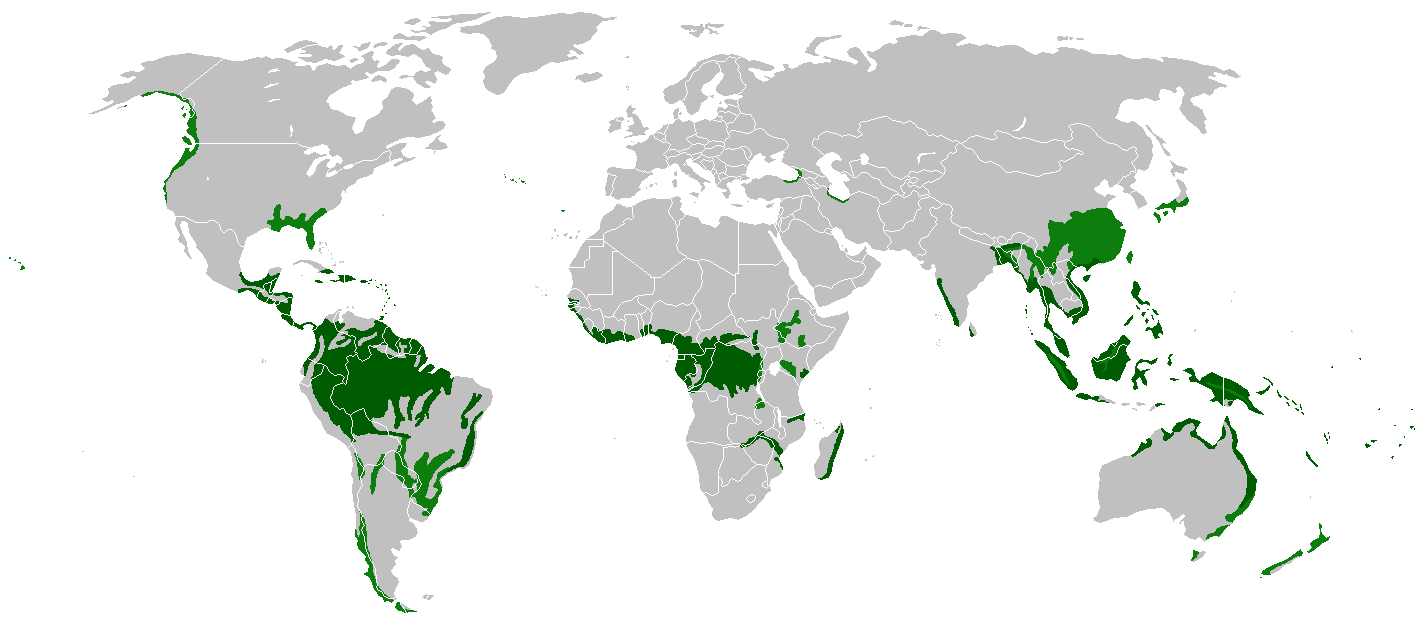
Floresta Tropical e Subtropical com Estação de Chuvas.
Mapa-múndi mostrando a linha do Equador traçado a vermelho.

### Comparações entre latitudes de clima marítimo
100 km na direção norte-sul na Alemanha (0,46 °C/ 100 km) são equivalentes a 100 m de altitude (0,49 °C/ 100 m).
Clima Litorâneo da América do Sul
Precipitação anual média (mm) e temperatura média anual e mensal (°C)
|                                       | Coordenadas                   | Precipitação | Anual | Out   | Nov  | Dez  | Jan  | Fev  | Mar   | Abr   |
| ------------------------------------- | ----------------------------- | ------------ | ----- | ----- | ---- | ---- | ---- | ---- | ----- | ----- |
| Belém, Pará, Brasil                   | 0° 01′ 00″ S, 48° 28′ 00″ O   | 2897 mm      | 26,0  | 26,4  | 27,6 | 26,3 | 25,6 | 25,6 | 25,5  | 25,9  |
| Salvador, Bahia, Brasil               | 13° 01′ 00″ S, 38° 31′ 00″ O  | 2082 mm      | 25,0  | 25,2  | 25,6 | 26,0 | 26,4 | 26,6 | 26,8  | 26,0  |
| Vitória, Espírito Santo, Brasil       | 20° 19′ 00″ S, 40° 20′ 00″ O  | 1281 mm      | 23,6  | 23,0  | 23,7 | 24,7 | 25,7 | 26,0 | 25,7  | 24,3  |
| Florianópolis, Santa Catarina, Brasil | 27° 35′ 00″ S, 48° 34′ 00″ O  | 1409 mm      | 20,4  | 19,6  | 21,6 | 23,2 | 24,4 | 24,6 | 23,7  | 21,4  |
| Ilha Robinson Crusoe, Chile           | 33° 37′ 00″ S, 78° 49′ 00″ O  | 1016 mm      | 15,3  | 13,4  | 14,9 | 17,0 | 18,6 | 18,7 | 17,9  | 16,7  |
| Colonia, Uruguai                      | 34° 27′ 00″ S, 57° 50′ 00″ O  | 1125 mm      | 17,2  | 16,6  | 19,4 | 22,1 | 23,8 | 22,8 | 21,1  | 17,6  |
| Bahia Blanca, Argentina               | 38° 44′ 00″ S, 62° 11′ 00″ O  | 601 mm       | 14,9  | 14,5  | 18,2 | 21,3 | 23,0 | 21,9 | 18,5  | 14,7  |
| Valdivia, Chile                       | 39° 41′ 00″ S, 73° 04′ 00″ O  | 1967 mm      | 11,0  | 10,3  | 12,6 | 14,8 | 15,8 | 15,1 | 13,2  | 10,6  |
| Comodore Rivadavia, Argentina         | 45° 47′ 00″ S, 67° 30′ 00″ O  | 235 mm       | 12,8  | 12,5  | 15,9 | 18,0 | 19,2 | 18,3 | 16,1  | 12,9  |
| Rio Gallegos, Argentina               | 51° 37′ 00″ S, 69° 17′ 00″ O  | 223 mm       | 6,8   | 8,4   | 11,3 | 11,8 | 13,1 | 13,0 | 10,7  | 7,5   |
| Punta Arenas, Chile                   | 53° 02′ 00″ S, 70° 51′ 00″ O  | 375 mm       | 6,0   | 6,3   | 8,2  | 9,8  | 10,5 | 10,1 | 8,3   | 5,9   |
| Ushuaia, Argentina                    | 54° 48′ 00″ S, 68° 18′ 00″ O  | 524 mm       | 5,7   | 6,5   | 7,7  | 8,9  | 9,4  | 9,2  | 7,8   | 5,7   |
| Ilhas Orcadas                         | 60° 45′ 00″ S, 44° 43′ 00″ O  | 623 mm       | -3,4  | -3,1  | -1,5 | 0,0  | 0,6  | 1,7  | -0,3  | -2,2  |
| Base Arturo Prat                      | 62° 30′ 00″ S, 59° 41′ 00″ O  | 545 mm       | -2,9  | -2,4  | -1,4 | 0,5  | 1,1  | 1,1  | -0,9  | -1,8  |
| McMurdo                               | 77° 51′ 00″ S, 166° 40′ 00″ L | 212 mm       | -17,0 | -18,9 | -9,7 | -3,9 | -2,9 | -9,6 | -16,2 | -20,7 |
|                                       |                               |              |       |       |      |      |      |      |       |       |